# NGC 3896
NGC 3896 (również PGC 36897 lub UGC 6781) – galaktyka spiralna z poprzeczką (SB0-a), znajdująca się w gwiazdozbiorze Wielkiej Niedźwiedzicy. Odkrył ją William Herschel 9 lutego 1788 roku.